# Alessandro Bruni Ocaña
Alessandro Bruni Ocaña (Milán, 10 de marzo de 1989) es un actor italo-español. Ha trabajado como protagonista en la serie española El secreto de Puente Viejo con el papel de Dr. Álvaro Fernández y a nivel italiano en producciones como la serie de Rai "Sei bellissima" o la última película de Checco Zalone "Tolo Tolo". También ha participado en producciones británicas, como la serie Trust de Danny Boyle.

## Biografía
Nació en Milán, de padre italiano y madre española. Pasó los primeros años entre Italia y España. 
Su primer contacto con el mundo de la interpretación vino a la edad de 14 años con la participación en el Festival de Teatro Joven "lingue in scena" de Turín. A partir de entonces, supo que quería dedicarse al mundo de la interpretación y se mudó a Milán para estudiar Arte Dramático en la Civica Accademia d'Arte Drammatica Paolo Grassi. Cuando obtuvo la Licenciatura, a los 21 años entró a formar parte de la compañía del Teatro dell'Elfo de Milán. Con ellos participó en varias producciones teatrales en Italia, alternando colaboraciones con el Piccolo Teatro di Milano y el Teatro Stabile di Torino, hasta lograr la nominación a las premios Ubu 2012 como el Mejor Actor Joven por el papel del joven asistente del pintor Mark Rothko en la obra de John Logan "Rojo". 
Tras pequeños papeles en series web, programas de televisión y presentar un programa musical, su primera oportunidad ante la cámara llegó de la mano de Danny Boyle en la serie "Trust". A esa experiencia siguieron 60 capítulos de la serie El secreto de Puente Viejo con el personaje de Dr. Álvaro, la serie italiana "Sei bellissima" y la participación en el rodaje en Puglia de la última película de Checco Zalone "Tolo Tolo".

## Trabajos

### Televisión
| Año       | Título                            | Personaje            | Cadena    | Datos        | País        |
| --------- | --------------------------------- | -------------------- | --------- | ------------ | ----------- |
| 2014      | Crozza nel Paese delle Meraviglie | Secundario           | La7       |              | Italia      |
| 2014      | Uno di Troppo                     | Secundario           | Super!    |              | Italia      |
| 2014-2015 | Programa musical Occupy Deejay    | Presentador          | Deejay TV | 2 años       | Italia      |
| 2018      | Trust                             | Secundario           | HBO       | 1 episodio   | Reino Unido |
| 2018-2019 | El secreto de Puente Viejo        | Dr. Álvaro Fernández | Antena 3  | 60 episodios | España      |
| 2019      | Sei Bellisima                     | Protagonista         | Rai       |              | Italia      |
| 2023      | Che Dio ci aiuti                  | Giuseppe             | Rai       | 9 episodes   | Italia      |

### Cine
| Año  | Título    | Dirección     | Personaje  | País   |
| ---- | --------- | ------------- | ---------- | ------ |
| 2019 | Tolo Tolo | Checco Zalone | Secundario | Italia |

### Teatro
| Año       | Título                                         | Personaje          | Dirección                            | Premios                                                                              | Teatro                                       | País   |
| --------- | ---------------------------------------------- | ------------------ | ------------------------------------ | ------------------------------------------------------------------------------------ | -------------------------------------------- | ------ |
| 2010      | The Italian Factory                            | Secundario         | Riccardo Pippa                       | Studenti Nico Pepe Giovani Realtà 2011                                               | In-Folio                                     | Italia |
| 2010      | L' Ultima Recita Di Salomè                     | Protagonista       | Ferdinando Bruni y Francesco Frongia |                                                                                      | Teatro dell'Elfo Teatro Valle, Roma          | Italia |
| 2011      | Racconto d'inverno - W.Shakespeare             | Protagonista       | Ferdinando Bruni y Elio De Capitani  |                                                                                      | Teatro dell'Elfo                             | Italia |
| 2011      | Rosso - John Logan                             | Protagonista       | Francesco Frongia                    | Texto nominado a los Premios Ubu 2012 como mejor novedad extranjera.                 | Teatro dell'Elfo                             | Italia |
| 2012      | Turing. A Stage Case History                   | Protagonista       | E.Marelli                            |                                                                                      |                                              | Italia |
| 2013      | Romeo e Giuletta - W. Shakespeare              | Romeo Protagonista | Ferdinando Bruni                     |                                                                                      | Teatro dell'Elfo                             | Italia |
| 2014      | Frost/Nixon - Peter Morgan                     | Protagonista       | Elio De Capitani y Ferdinando Bruni  |                                                                                      | Teatro dell'Elfo Teatro Stabile dell'Umbria. | Italia |
| 2014      | Generazione Disagio Dopodiché stasera mi butto | Protagonista       | GD                                   | Premio Giovani Realtà del Teatro”, Udine 2013 Playfestival 2015 Bando Visionari 2015 |                                              | Italia |
| 2014      | Il Vizio Dell’Arte - Alan Bennet               | Protagonista       | Elio De Capitani y Ferdinando Bruni  | Texto ganador del Premio UBU a la mejor novedad extranjera 2015                      | Marco Lorenzi,                               | Italia |
| 2015      | L'Albergo Del Libero Scambio - Feydeau         | Protagonista       | Marco Lorenzi                        |                                                                                      | Marco Lorenzi                                | Italia |
| 2017-2019 | L’Acrobata - Laura Forti                       | Protagonista       | Elio de Capitani                     |                                                                                      | Teatro dell'Elfo                             | Italia |